# 1972年ミュンヘンオリンピックのギリシャ選手団
1972年ミュンヘンオリンピックのギリシャ選手団（1972ねんミュンヘンオリンピックのギリシャせんしゅだん）は、1972年8月26日から9月11日にかけて西ドイツのミュンヘンで開催されたオリンピックのギリシャ選手団。

## メダル
| メダル   | 選手名                | 競技       | 種目                     | 日程    |
| -------- | --------------------- | ---------- | ------------------------ | ------- |
| 銀メダル | Ilias・Khatzipavlis   | セーリング | フィン                   | 9月8日  |
| 銀メダル | Petros・Galaktopoulos | レスリング | 男子グレコローマン74kg級 | 9月10日 |